# 下田文代 リーダーズストーリー
『下田文代 リーダーズストーリー』（しもだふみよ リーダーズストーリー）は、2019年7月6日からRKB毎日放送（RKBラジオ）で放送されているトーク番組である。

## 番組概要
福岡で活躍する企業のリーダーをゲストに招き、これまでの歩み、そしてこれから描いている未来のストーリーについて語るという番組。

## 放送時間
- 月曜日 17:00 - 17:10（JST。 - )2025年4月現在

### 過去の放送時間
- 日曜日 9:30 - 9:40（JST。2019年7月6日 - 9月29日）
- 日曜日 7:15 - 7:30（JST。2019年10月6日[2] - 2020年9月27日）
- 日曜日 8:30 - 8:45（JST。2020年10月4日 - 2021年3月28日）
- 月曜日 18:45 - 19:00（JST。2021年4月4日 - )

## パーソナリティ
- 下田文代